# Дом Кароля Тихого
Дом Кароля Тихого (пол. Dom Karola Tichego) — здание, находящееся на площади на Глоблях, 3 на территории краковского района Дзельница I Старе-Място, Польша. Памятник культуры Малопольского воеводства.
Здание было построено в 1912 году. Дом и его интерьер в стиле модернизма спроектировал польский художник и архитектор Кароль Тихы. Строительство и проектирование велось на средства Кароля Тихы и дом после завершения строительства стал его собственностью. 
5 августа 1990 года здание было внесено в реестр памятников культуры Малопольского воеводства (№ А-982).